# إي. د. نيكسون
إي. د. نيكسون (بالإنجليزية: Edgar Nixon)‏ هو نقابي وسياسي أمريكي، ولد في 12 يوليو 1899 بمونتغومري في الولايات المتحدة، وتوفي بنفس المكان في 25 فبراير 1987. لعب دورًا مهمًا في تنظيم حملة مقاطعة حافلات مونتغومري التي برزت في عام 1955. سلطت المقاطعة الضوء على قضايا التفريق العنصري في الجنوب، وأيدها السكان السود لأكثر من عام، وكادت تؤدي إلى إفلاس نظام الحافلات في المدينة. انتهت في ديسمبر عام 1956، بعد أن أقرت المحكمة العليا للولايات المتحدة بشأن قضية برودر ضد غايل (1956) أن القوانين المحلية وقوانين الولايات غير دستورية، وأمرت الولاية بإلغاء قوانين الفصل العنصري المطبقة ضمن الحافلات.
كان نيكسون منظمًا وناشطًا لفترة طويلة، وكان رئيسًا للفرع المحلي للجمعية الوطنية للنهوض بالملونين (NAACP)، واتحاد مونتغومري للأعمال الخيرية، واتحاد مونتغومري للناخبين. في ذلك الوقت، قاد نيكسون فرع  مونتغومري لاتحاد Brotherhood of Sleeping Car Porters، المعروف باسم اتحاد بولمان بورترز، والذي ساعد نيكسون في تنظيمه.
وصف مارتن لوثر كينغ الابن نيكسون بأنه «أحد أهم أصوات مجتمع السود في مجال الحقوق المدنية، ورمز لآمال وتطلعات شعب ولاية ألاباما المضطهد منذ زمن طويل».

## النشأة وتعليمه
ولد إدغار دي نيكسون في 12 يوليو عام 1899، في مقاطعة لوندز الريفية في ألاباما (أغلب سكانها من السود) لوالده ويسلي إم نيكسون ووالدته سو آن تشابيل نيكسون. عندما كان طفلًا، تلقى نيكسون تعليمًا خصوصيًا لمدة 16 شهرًا، لأن الطلاب السود لم يتلقوا تعليمًا كافيًا من نظام التمييز العنصري في المدارس العامة. توفيت والدته عندما كان صغيراً، وتولت تربيته عائلة كبيرة في مونتغومري مع إخوته السبعة. كان والده كاهنًا تابعًا للكنيسة المعمدانية الإنجيلية.
بعد عمله في غرفة الأمتعة في محطة القطار، ترقى نيكسون ليصبح مستخدمًا في حافلات النقل المخصصة للنوم، وهو عمل محترم كان يتقاضى مقابله أجراً جيدًا. تمكن من السفر في جميع أنحاء البلاد ومن العمل بشكل مستمر. بقي في هذا العمل حتى عام 1964. في عام 1928، انضم إلى الاتحاد الجديدBrotherhood of Sleeping Car Porters وساعد في تنظيم فرعه في مونتغومري. كما شغل منصب رئيس الاتحاد لعدة سنوات. 

## زواجه وعائلته
تزوج نيكسون من أليس (التي توفيت في عام 1934)، أنجبا ولدًا، إي. دي. نيكسون الابن (1928-2011). أصبح ممثلاً وعرف باسم الشهرة نيك لا تور.
تزوج نيكسون لاحقًا من أرليت نيكسون، التي كانت معه أثناء عدة فعالية متعلقة بالحقوق المدنية.

## نشاطه في مجال الحقوق المدنية
قبل سنوات من مقاطعة الحافلات، عمل نيكسون من أجل حقوق التصويت والحقوق المدنية للأمريكيين الأفارقة في مونتغومري. مثل غيرهم من السود في الولاية، تعرضوا للحرمان من حقوقهم بشكل رئيسي منذ بداية القرن العشرين بسبب التغيرات في دستور ولاية ألاباما والقوانين الانتخابية. شغل نيكسون أيضًا منصب محامٍ غير منتخب لمجتمع الأمريكيين الأفارقة، إذ ساعد الأفراد على التفاوض مع ذوي البشرة البيضاء من أصحاب النفوذ ورجال الشرطة وموظفي الحكومة.
انضم نيكسون إلى الجمعية الوطنية للنهوض بالملونين(NAACP) ، وأصبح رئيسًا لفرع مونتغومري، وأصبح في غضون عامين رئيسًا لمنظمة الولاية.
في عام 1944، نظم نيكسون مجموعة مؤلفة من 750 أمريكيًا من أصل أفريقي للتوجه إلى مبنى محكمة مقاطعة مونتغومري ومحاولة تسجيل أسمائهم للتصويت. باءت محاولتهم بالفشل، بسبب استخدام الديمقراطيين البيض قوانين وهمية لاستبعادهم.
في عام 1954، كان نيكسون أول رجل أسود ينافس للحصول على مقعد في اللجنة التنفيذية الديمقراطية للمقاطعة. في العام التالي، استجوب نيكسون المرشحين الديمقراطيين للجنة مدينة مونتغومري حول مواقفهم من قضايا الحقوق المدنية.

## تحديه لقانون الفصل في الحافلات
في أوائل الخمسينيات من القرن الماضي، قرر كل من نيكسون وجو آن روبنسون، وهي رئيسة المجلس السياسي للمرأة، رفع دعوى قضائية ضد ممارسات التمييز العنصري في الحافلات البلدية في مونتغومري، ومقاطعة شركة الحافلات. وذلك بعد إصدار مرسوم في مونتغومري يقر بحجز المقاعد الأمامية على الحافلات للركاب البيض فقط، ما أجبر الركاب الأمريكيين الأفارقة على الجلوس في الخلف. كان القسم الأوسط متاحًا للسود ما لم تكن الحافلة مزدحمة لدرجة أن يضطر الركاب البيض للوقوف؛ في هذه الحالة، يجب أن يتخلى السود عن مقاعدهم ويقفوا إذا لزم الأمر. شكل السود غالبية الركاب في حافلات المدينة.
قبل أن يتمكن الناشطون من تحدي المحكمة، كان يجب أن يخالف أحدهم قانون الجلوس في الحافلات طواعية وأن يتم إلقاء القبض عليه بسبب ذلك. بحث نيكسون عن متطوع مناسب. في الوقت نفسه، شنت بعض النساء تحديات فردية خاصة. على سبيل المثال، اعتُقلت الطالبة ابنة الخامسة عشرة سنة، كلوديت كولفين، لرفضها التخلي عن مقعدها لراكب أبيض في مارس عام 1955، قبل تسعة أشهر من حركة باركس.
رفض نيكسون التعاون مع كولفين لأنها أصبحت أمًا غير متزوجة، ورفض امرأة أخرى معتقلة لأنه لم يعتقد أنها تمتلك الجرأة الكافية، رفض أيضًا امرأة ثالثة، هي ماري لويز سميث، لأن والدها كان مدمنًا على الكحول. (في عام 1956، كان لكولفين وسميث وثلاث أشخاص غيرهن دور في نجاح قضية برودر ضد غايل، التي رُفعت نيابة عنهن بشكل خاص، ممثلين بذلك جميع الركاب السود الذين أُسيئت معاملتهم في حافلات المدينة).
وقع الخيار في النهاية على روزا باركس، السكرتيرة المنتخبة لـ NAACP في مونتغومري. كان نيكسون رئيسها، رغم قوله: «لا يجب على المرأة أن تكون في أي مكان سوى في المطبخ». وعندما سألته: «حسنًا، وماذا عني؟» أجابها: «أحتاج إلى سكرتيرة وأنت تجيدين ذلك».
في الأول من ديسمبر عام 1955، دخلت باركس حافلة مونتغمري، واعتُقلت لرفضتها التخلي عن مقعدها لراكب أبيض. بعد أن أُخبر نيكسون باعتقال باركس، ذهب لدفع بدل إطلاق سراحها من السجن. ورتّب مع صديق باركس، كليفورد دور، وهو محام أبيض متعاطف، لكي يمثلها. بعد عمل نيكسون مع باركس لسنوات عديدة، أصبح متأكدًا من أنها المرشحة المثالية لتحدي سياسة التمييز العنصري في مقاعد الحافلات. ومع ذلك، اضطرّ نيكسون إلى إقناع باركس لقيادة الحملة. وافقت باركس بعد التشاور مع والدتها وزوجها.

## تنظيم حملة المقاطعة
بعد اعتقال باركس، دعا نيكسون عددًا من الكهنة المحليين لتنظيم حملة المقاطعة. كان ثالث رجل اتصل به هو مارتن لوثر كينغ جونيور، وهو كاهن شاب وصل حديثًا من أتلانتا، جورجيا. قال كينغ إنه سيفكر في الأمر ويعيد الاتصال به. عندما اتصل كينغ، أكد أنه سيشارك في حملة المقاطعة وأنه كان قد رتب لقاءً لمجمع كنيسته بشأن هذه القضية. لم يتمكن نيكسون من حضور اللقاء بسبب ذهابه في رحلة عمل خارج المدينة؛ اتخذ نيكسون الاحتياطات اللازمة للتأكيد على عدم انتخاب أي شخص لقيادة حملة المقاطعة إلى أن يعود.
عندما عاد نيكسون إلى مونتغومري، التقى بالكاهن رالف ديفيد أبيرناثي والكاهن إي.إن فرينش للتخطيط لبرنامج الاجتماع المقبل لحملة المقاطعة. وضعوا قائمة من المطالب لشركة الحافلات، وأطلقوا على المنظمة الجديدة اسم جمعية النهوض بمونتغومري (MIA)، وأجروا نقاشًا حول أسماء المرشحين لرئاسة الجمعية. اقترح نيكسون اسم كينغ على أبيرناثي وفرينش لأنه كان يعتقد أن كينغ لم يكن على تفاهم مع أصحاب النفوذ المحليين البيض.
بعد نجاح مقاطعة الحافلات ليوم واحد في 5 ديسمبر عام 1955، التقى نيكسون بمجموعة من الكهنة للتخطيط للمقاطعة الكبرى. لكن الاجتماع لم يجر كما كان يتوقع. أراد الكهنة تنظيم حملة مقاطعة بسيطة دون إزعاج أصحاب النفوذ البيض في مونتغومري. كان هذا مخالفًا تمامًا لما كان يأمل نيكسون والناشطون الآخرون في تحقيقه. غضب نيكسون وهدد بأن يفضح الكهنة علانية بأنهم جبناء. وقف كينغ وقال أنه ليس بجبان. في نهاية الاجتماع، وافق كينغ أن يستلم منصب رئاسة MIA وأصبح نيكسون أمين الصندوق. في ذلك المساء، ألقى كينغ خطابًا رئيسيًا في الاجتماع ضمن كنيسة هولت ستريت المعمدانية.
شارك نيكسون جهات اتصاله المرتبطة بالعمل والحقوق المدنية مع MIA، ونظم المصادر المالية وغيرها للمساعدة في إدارة حملة المقاطعة ودعمها. كانت هذه الخطوات أساسًا لنجاح الحملة.

## نجاح حملة المقاطعة
استمرت الحملة التي كان من المفترض أن تكون قصيرة لمدة 381 يومًا، أي أكثر من سنة. رغم المعارضة السياسية الشرسة وإكراه الشرطة والتهديدات الشخصية وتضحيات السود، إلا أنهم استمروا بحملة المقاطعة. ذهبوا إلى عملهم مشيًا على الأقدام. أوصل أصحاب السيارات غيرهم من الزملاء. تخلوا عن بعض رحلاتهم. ما أدى إلى تراجع حركة الحافلات بشكل ملحوظ، فكان السود يشكلون أغلبية ركاب الحافلات، وأصبحت شركة الحافلات على وشك الإفلاس. في أواخر شهر يناير، انفجرت قنبلة بالقرب من منزل مارتن لوثر كينغ الابن، وفي 1 فبراير عام 1956، انفجرت قنبلة أمام منزل نيكسون.
قدم المحاميان فريد غراي وتشارلز لانغفورد عريضةً في محكمة المقاطعة الفيدرالية من أجل مراجعة قوانين الولاية والمدينة فيما يتعلق بفصل البيض عن السود ضمن الحافلات في القضية التي أصبحت تُعرف باسم برودر ضد غايل (1956). تقدموا نيابةً عن خمس نساء من مونتغومري رفضن التخلي عن مقاعدهن في حافلات المدينة: كلوديت كولفين، أوريليا إس برودر، سوزي ماكدونالد، ماري لويز سميث، جانيت ريس. (انسحبت ريس من القضية في فبراير.)
في 5 يونيو عام 1956، أصدرت لجنة مؤلفة من ثلاثة قضاة في المحكمة المحلية الأمريكية قرارًا بشأن قضية برودر ضد غايل وأقرت أن قانون الفصل العنصري في مونتغومري لا دستوري، وينتهك التعديل الرابع عشر للدستور الأمريكي. في 13 نوفمبر عام 1956، أيدت المحكمة العليا في الولايات المتحدة قرار المحكمة الأدنى. في 17 ديسمبر عام 1956، رفضت المحكمة العليا المطالبات التي قدمتها المدينة والدولة لإعادة النظر في قرارها.
بعد ثلاثة أيام، أصدرت المحكمة العليا أمرها بإلغاء التمييز العنصري ضمن حافلات مونتغومري. بعد هذا الانتصار الرسمي، أنهى منظمو MIA حملة المقاطعة.

في تجمع لاحق في قاعة ماديسون سكوير غاردن بمدينة نيويورك، تحدث نيكسون عن رمزية حملة المقاطعة لجمهور من المؤيدين:
"أنا من مونتغومري، ألاباما، المدينة التي تعرف باسم مهد الكونفدرالية، والتي ظلت قائمة منذ أكثر من ثلاثة وتسعين عامًا إلى أن اعتُقلت روزا ل. باركس ورُميت في السجن مثلها مثل أي مجرم عادي.... نهض خمسون ألف شخص وتمسكوا بمهد الكونفدرالية وبدؤوا يهزونه حتى بدأت قوانين جيم كرو تترنح وبدأت الشرائح المنفصلة تتساقط.

## الفترة بعد انتهاء حملة المقاطعة
كانت العلاقة بين نيكسون و MIA مثيرة للجدل. إذ نشأت عدة خلافات حادة بينه وبين أفراد آخرين في الجمعية وتنافسوا على القيادة. وأعرب عن استيائه من أن كينغ وأبيرناثي حصلا على معظم الفضل في ما حققته حملة المقاطعة، على عكس الناشطين المحليين الذين قضوا بالفعل سنوات في محاربة العنصرية. ومع ذلك، أعجب كينغ بنيكسون، ووصفه بأنه «أحد أهم أصوات مجتمع السود في مجال الحقوق المدنية، ورمز لآمال وتطلعات شعب ولاية ألاباما المضطهد منذ زمن طويل». 
استقال نيكسون من منصبه كأمين للصندوق في عام 1957، وكتب رسالة مريرة إلى كينغ يشكو فيها من أنه عومل كطفل ووافد جديد.
بحلول أواخر الستينيات، وبعد سلسلة من الهزائم السياسية، انتهى دور نيكسون كقيادي في MIA. بعد تقاعد نيكسون من عمله في خط السكك الحديدية، عمل كمدير ترفيهي لمشروع إسكان عام. واصل عمله في المطالبة بالحقوق المدنية، خاصةً لتحسين معيشة السود في مجالي الإسكان والتعليم في مونتغومري.
توفي نيكسون في مونتغومري في 25 فبراير عام 1987، عن عمر ناهز 87 عامًا.  

## الجوائز والتكريمات
- في عام 1985، حصل نيكسون على جائزة والتر وايت من NAACP.
- في عام 1986، قبل عام من وفاته، وُضع منزله في مونتغومري في سجل ألاباما للمعالم والتراث، تقديراً لدوره في قيادة الدولة.
- سميت مدرسة إدغار دي نيكسون الابتدائية، الواقعة في شارع إدغار دي نيكسون في مونتغومري، نسبةً إليه.